# مارک گرو
مارک گرو (انگلیسی: Mark Grew; ۱۵ فوریهٔ ۱۹۵۸ – ) بازیکن فوتبال اهل بریتانیا بود.
از باشگاه‌هایی که در آن بازی کرده‌است می‌توان به باشگاه فوتبال وست برومویچ آلبیون، باشگاه فوتبال لستر سیتی، باشگاه فوتبال بلکبرن روورز، باشگاه فوتبال اولدهام اتلتیک، باشگاه فوتبال فولام، باشگاه فوتبال ویگان اتلتیک، باشگاه فوتبال ایپسویچ تاون، باشگاه فوتبال پورت ویل، و باشگاه فوتبال کاردیف سیتی اشاره کرد.